# Byviken
Den här artikeln handlar om byn i Gideå socken. För Byviken på Holmön, se Holmöarna.
Byviken är en by i Gideå socken, Örnsköldsviks kommun, Västernorrlands län som ligger i norra Ångermanland. Byn bildades den 4 oktober 1754 när Sven Svensson från Stybbersmark erhöll tillstånd att odla och bebygga Byviken. Numera finns ett 50-tal fastigheter i Byviken, både permanenta bostadshus och fritidshus.
Byviken är en av tre byar runt sjön Yttre Lemesjön och ligger i södra änden.

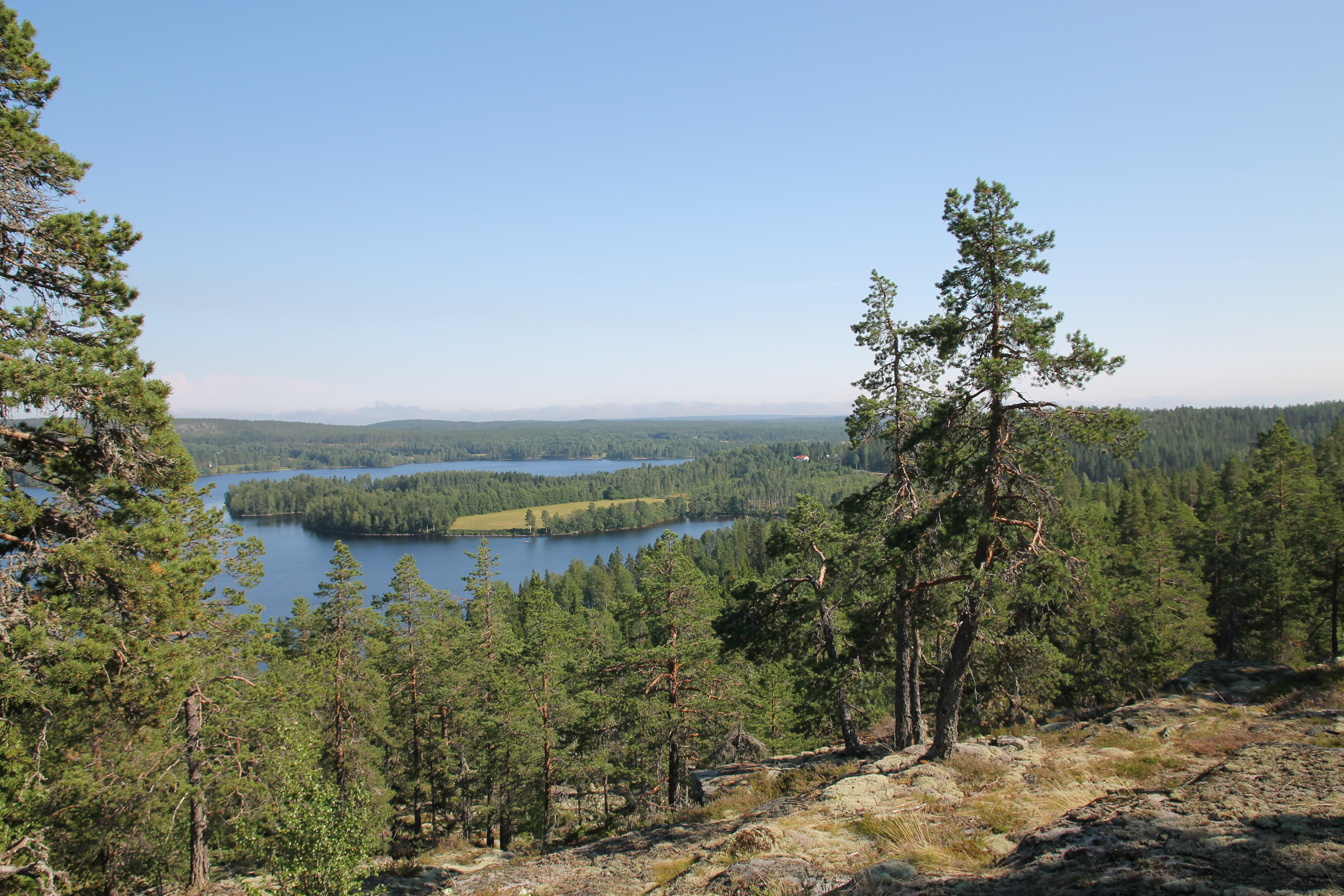
Vy över Byviksskatan i Byviken.

I Byviken finns Tjurviksberget, vars topp mäter 282 meter över havet. En vandringsled med startpunkt nordost om berget leder till dess topp.

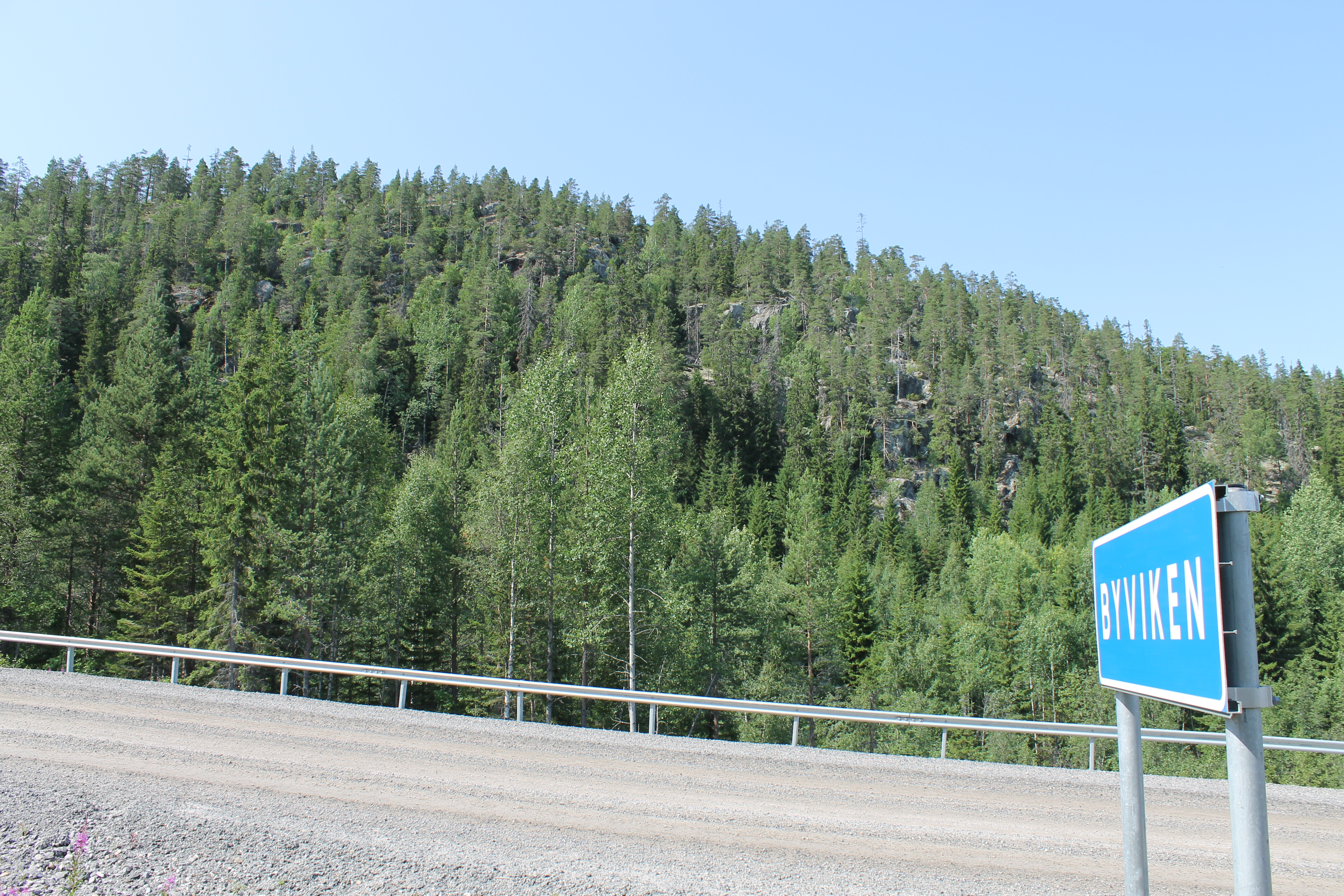
Tjurviksberget vid infarten till Byviken.

Livet i Byviken under mitten av 1900-talet har skildrats i två böcker av Kjell O Berggren – Sådd som ger skörd och När skörden mognar.

## Sysselsättning och industrier
Den huvudsakliga sysselsättningen i Byviken under de första århundradena var jordbruk och kolning, men även jakt och fiske var viktiga inslag för försörjningen. Senare blev skogsdikning och timmerhuggning några av de mest betydande inkomstkällorna. Efter 1950-talet har industriarbete på annan ort varit vanlig sysselsättning bland de boende och då i huvudsak vid orterna Rundvik och Husum.
Från 1935 till 1985 fanns ett snickeri i Byviken. Där tillverkades till en början köksinredningar, fönster och möbler. Från 1948 tillverkades även trappor, vilket senare skulle bli snickeriets huvudprodukt. Det var Elis och Sven Strömgren som startade snickeriet. Från 1943 och fram till sin pensionering 1985 arbetade Elis heltid i snickeriet som även hade två till tre anställda.
Vid slutet av 1940-talet byggdes en verkstadsbyggnad i Byviken av Torsten och Helge Berggren samt August Nyholm som var disponent på Maskinfabriken i Örnsköldsvik (sedermera ARI). Verkstaden hade 7–10 anställda. Till en början tillverkades djungelknivar som exporterades till gummiplantager på ön Java i Indonesien. Knivarna tillverkades under verkstadens tre första år. Därefter tillverkades bland annat parksoffor, flisugnar och cirkelsågverk. I början av 1960-talet, då verkstaden köptes av nya ägare, övergick tillverkningen till transportanordningar. Under första halvan av 1970-talet var det 8–10 anställda vid verkstaden som arbetade med att tillverka rullar, rullbanor, rulltrall och ståltransportband. Tillverkningen upphörde 1990.

## Affärsverksamhet
I slutet av 1890-talet öppnade den första affären i Byviken. Det var makarna Erik Johan och Emma Hägglund som vid sidan av jordbruket öppnade affär i sitt bostadshus. År 1936 tog parets yngste son Helge Hägglund över affären. Förutom affär hade han även urmakeri och gav ut tidningen Byvikens Enahanda. Från 1939 hade han även en affärsfilial på andra sidan sjön vid Sjönäset. Filialen flyttade senare till Tresundsdalen. Affären såldes 1951 till Sixten Dahlberg som drev affären vidare i ny lokal fram till 1957 då den såldes och flyttades till Lasses Livs i Lemesjö.
Konsum hade en filial i Byviken under åren 1947–1968. Denna filial drevs av Oskar Hultgren.
Numera finns de närmaste affärerna i Flärke och Trehörningsjö.

## Skolverksamhet
Under åren 1926–1946 fanns det en permanent skolbyggnad i Byviken. Före 1925 flyttade skolorna mellan olika fastigheter i byn. Efter 1946 gick barnen från Byviken i grundskola i Björna, Flärke eller Trehörningsjö beroende på period och årskurs.
Den 22 december 1990 invigdes ett föräldrakooperativt daghem i Byviken med namnet Smultronet. Det var det första föräldrakooperativet i Örnsköldsviks kommun. Föräldrakooperativet drevs fram till augusti 2010.

## Övrig historia
I september 1919 fick ett flertal hus i Byviken tillgång till elektricitet. Detta efter att några jordägare ett par år tidigare hade bildat en elförening som sedermera byggde en kraftstation. De som bodde på västra sidan av Yttre Lemesjön hade fått tillgång till el redan 1917 genom anslutning till en kraftstation i Lemesjö. De som bodde på östra sidan av Yttre Lemesjön fick vänta till skärtorsdagen 1944 innan de fick tillgång till el.
I Byviken finns hembygdsgården Hammargården som byggdes 1942–1944. Invigningen gick av stapeln trettonhelgen 1944. Hammargården fungerade under slutet av andra världskriget (från hösten 1944 till juni 1945) som inkvartering för krigsdrabbade finländare. De flesta av finländarna var från Rovaniemi och Pello och som mest var det ett 30-tal vuxna och barn som bodde samtidigt i Hammargården.
Ett flertal fornlämningar har påträffats i och omkring Byviken, bland annat fångstgropar, en flintdolk och en spjutspets i skiffer.